# El Castellar Petit
El Castellar Petit és una muntanya de 530 metres que es troba al municipi d'Espolla, a la comarca catalana de l'Alt Empordà.